# تورنزین
| پرمین                                                       | سیسورالین  | آسلین     | → پس از آن  |
| کربنیفر                                                     | پنسیلوانین | گژلین     | ۲۹۸٫۹–۳۰۳٫۷ |
| کربنیفر                                                     | پنسیلوانین | کازیمووین | ۳۰۳٫۷–۳۰۷٫۰ |
| کربنیفر                                                     | پنسیلوانین | مسکوین    | ۳۰۷٫۰–۳۱۵٫۲ |
| کربنیفر                                                     | پنسیلوانین | باشکیرین  | ۳۱۵٫۲–۳۲۳٫۲ |
| کربنیفر                                                     | میسیسیپین  | سرپوخووین | ۳۲۳٫۲–۳۳۰٫۹ |
| کربنیفر                                                     | میسیسیپین  | ویزین     | ۳۳۰٫۹–۳۴۶٫۷ |
| کربنیفر                                                     | میسیسیپین  | تورنزین   | ۳۴۶٫۷–۳۵۸٫۹ |
| دوونین                                                      | پسین       | فامنین    | → پیش از آن |
| بخش‌بندی‌های دوره کربنیفر بر پایه کمیسیون بین‌المللی چینه‌شناسی |            |           |             |

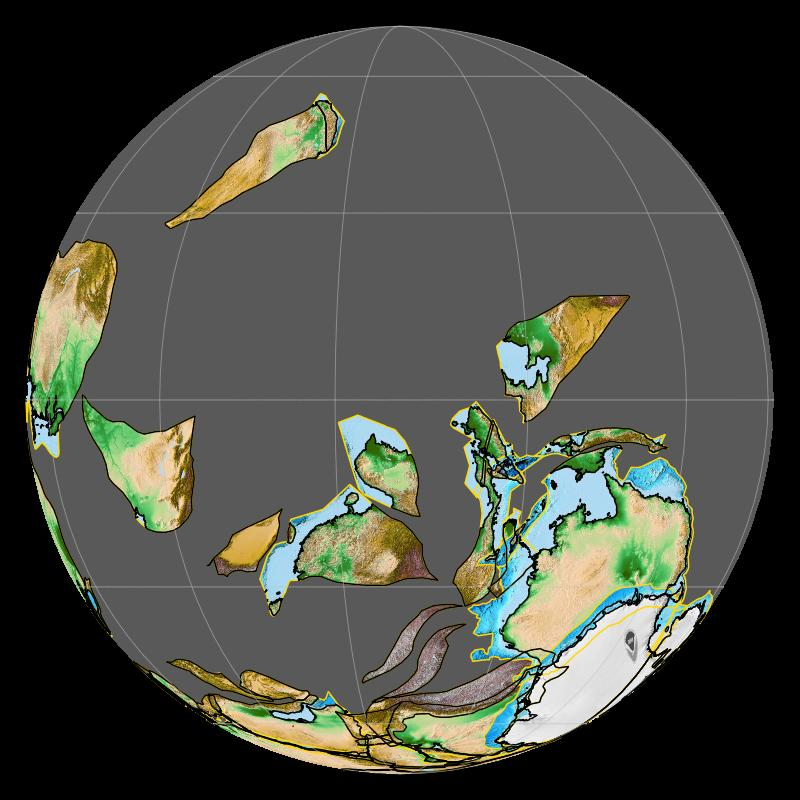
تصویر، بازسازی زمین‌ساخت صفحه‌ای آسیا در ۳۵۰ میلیون سال پیش را نشان می‌دهد، اما به طور خاص به تورنزین (Tournaisian) که بخشی از دوره‌ی کربنیفر زیرین است، اشاره‌ای ندارد.

تورنزین (انگلیسی: Tournaisian) در مقیاس زمانی زمین‌شناسی کمیسیون بین‌المللی چینه‌شناسی اشکوب زیرین یا قدیمی‌ترین عصر از ردیف میسیسیپین است که قدیمی‌ترین زیرسامانه از دوره کربنیفر به‌شمار می‌رود. تورنزین در ستون چینه‌شناسی پس از اشکوب فامنین و پیش از ویزین جای می‌گیرد. تورنزین حدود ۳۵۸٫۹ میلیون سال پیش آغاز شده و تا آغاز اشکوب ویزین در ۳۴۶٫۷ میلیون سال پیش ادامه یافت.